# Boris Kopejkin
Boris Kopejkin (Russisch: Валерий Иванович Воронин) (Tsjeljabinsk, 27 maart 1946) is een voormalig Russisch voetballer en trainer. Tijdens zijn spelerscarrière kwam hij uit voor de Sovjet-Unie.

## Biografie
Kopejkin speelde een groot deel van zijn carrière voor CSKA Moskou, waarmee hij in 1970 de landstitel won.
Hij maakte zijn debuut voor het nationale elftal op 28 oktober 1970 in een vriendschappelijke wedstrijd tegen Bulgarije. Hij speelde ook in de kwalificatie voor het EK 1972, maar werd voor het uiteindelijke toernooi niet geselecteerd.